# Hauendorf
Hauendorf ist ein Gemeindeteil der Gemeinde Emtmannsberg im Landkreis Bayreuth (Oberfranken, Bayern). Die Gemarkung Hauendorf hat eine Fläche von 3,864 km². Sie ist in 497 Flurstücke aufgeteilt, die eine durchschnittliche Fläche von 7774,23 m² haben. In ihr liegen neben dem namensgebenden Ort die Gemeindeteile Gampelmühle, Gottelhof, Troschenreuth und Wiedent.

## Geografie
Durch das Dorf fließt die Ölschnitz. Im Süden wird der Ort von der Kreisstraße BT 17 tangiert, die nach Troschenreuth (1,1 km nordwestlich) bzw. nach Unterölschnitz verläuft (0,9 km südöstlich). Von dieser zweigt eine Gemeindeverbindungsstraße ab, die zu einer anderen Gemeindeverbindungsstraße zwischen Unterölschnitz im Süden und Würnsreuth im Nordosten führt. Ein Anliegerweg führt nach Lindhardshaus (0,3 km südwestlich).

## Geschichte
In Hauendorf wird vom 14. bis zum 16. Jahrhundert ein Eisenhammer genannt, der vom Wasser der Ölschnitz betrieben wurde.
Gegen Ende des 18. Jahrhunderts bestand Hauendorf aus 11 Anwesen (2 Halbhöfe, 1 Mühle, 1 Viertelsölde, 7 Tropfhäuser). Die Hochgerichtsbarkeit stand dem bayreuthischen Stadtvogteiamt Creußen zu. Die Dorf- und Gemeindeherrschaft und Grundherrschaft über sämtliche Anwesen hatte das bayreuthische Verwalteramt Emtmannsberg.
Von 1797 bis 1810 unterstand der Ort dem Justiz- und Kammeramt Bayreuth. Nachdem im Jahr 1810 das Königreich Bayern das Fürstentum Bayreuth käuflich erworben hatte, wurde Hauendorf bayerisch. Infolge des Ersten Gemeindeedikts wurde Hauendorf dem 1812 gebildeten Steuerdistrikt Emtmannsberg zugewiesen. Zugleich entstand die Ruralgemeinde Hauendorf. Sie war in Verwaltung und Gerichtsbarkeit dem Landgericht Bayreuth zugeordnet und in der Finanzverwaltung dem Rentamt Bayreuth (1919 in Finanzamt Bayreuth umbenannt). Mit dem Gemeindeedikt von 1818 kam es zur Eingliederung folgender Gemeinden:
- Troschenreuth mit Gottelhof,
- Wiedent mit Gampelmühle.

Ab 1862 gehörte Hauendorf zum Bezirksamt Bayreuth (1939 in Landkreis Bayreuth umbenannt). Die Gerichtsbarkeit blieb beim Landgericht Bayreuth (1879 in Amtsgericht Bayreuth umgewandelt). Die Gemeinde hatte 1964 eine Gebietsfläche von 3,859 km². Am 1. Mai 1978 wurde Hauendorf im Zuge der Gebietsreform in Bayern in die Gemeinde Emtmannsberg eingegliedert.

### Baudenkmal
- Wohnstallhaus[12]

### Einwohnerentwicklung

#### Gemeinde Hauendorf
| Jahr      | 1822  | 1840   | 1852   | 1855   | 1861   | 1867   | 1871   | 1875   | 1880   | 1885   | 1890   | 1895   | 1900   | 1905   | 1910   | 1919   | 1925   | 1933   | 1939   | 1946   | 1950   | 1952   | 1961  | 1970   |
| Einwohner | 207   | 208    | 219    | 235    | 228    | 206    | 200    | 206    | 204    | 206    | 186    | 178    | 177    | 168    | 163    | 160    | 146    | 143    | 133    | 204    | 175    | 171    | 141   | 141    |
| Häuser    | 34    |        |        |        |        |        | 35     |        |        | 36     | 36     |        | 35     |        |        |        | 30     |        |        |        | 27     |        | 27    |        |
| Quelle    | [ 8 ] | [ 14 ] | [ 14 ] | [ 14 ] | [ 15 ] | [ 16 ] | [ 17 ] | [ 18 ] | [ 19 ] | [ 20 ] | [ 21 ] | [ 14 ] | [ 22 ] | [ 14 ] | [ 23 ] | [ 14 ] | [ 24 ] | [ 14 ] | [ 14 ] | [ 14 ] | [ 25 ] | [ 14 ] | [ 9 ] | [ 26 ] |

#### Ort Hauendorf
| Jahr      | 001819 | 001822 | 001861 | 001871 | 001885 | 001900 | 001925 | 001950 | 001961 | 001970 | 001987 |
| Einwohner | 75     | 89     | 98     | 83     | 95     | 67     | 51     | 50     | 55     | 56     | 52     |
| Häuser    |        | 14     |        |        | 16     | 16     | 12     | 12     | 11     |        | 15     |
| Quelle    | [ 27 ] | [ 8 ]  | [ 15 ] | [ 17 ] | [ 20 ] | [ 22 ] | [ 24 ] | [ 25 ] | [ 9 ]  | [ 26 ] | [ 1 ]  |

## Religion
Hauendorf ist seit der Reformation evangelisch-lutherisch geprägt und nach St. Bartholomäus (Emtmannsberg) gepfarrt.